# Тышкевич, Люсия Франциска
Люсия Франциска Тышкевич (урождённая Любомирская , 1770 — 27 мая 1811, Цмоляс) — польская дворянка, дама Ордена Звездного креста.

## Биография
Представительница польского шляхетского рода Любомирских герба «Шренява». Единственная дочь князя Ежи Марцина Любомирского (1738—1811), генерала коронных войск, его жены Анны Марии Хаддик де Футак (1743—1803), дочери австрийского фельдмаршала Андраша Хаддика. В 1776 году брак её родителей закончился разводом, Люсия осталась с матерью. Ежи Марцин поддерживал дружеские отношения со своей бывшей женой и дочерью, они часто бывали в столице и при королевском дворе. Анна и Люсия Любомирские получили от князя поместье Кольбушова, в которое входили город Кольбушова и около 15 близлежащих деревень. Во время Четырехлетнего сейма (1788—1792) Люсия встретила в Варшаве своего будущего мужа, графа Ежи Януша Тышкевича (1768—1831), ротмистра пятигорского и посла жмудского. После подавления польского восстания под руководством Тадеуша Костюшко в 1794 году она переехала со своей семьей в усадьбу Кольбушовы к своей матери. В 1805 году Люсия была награждена Орденом Звездного Креста. В приходских книгах Кольбушовы она фигурирует как «Illustrissima Comitissa de Principibus LubomirskiLucia Tyszkiewiczowa, Heredissa bonoruum Kolbuszowa» (Знаменитая графиня князей Любомирских, Люсия Тышкевич, наследница Кольбушовы).

## Обстоятельства смерти

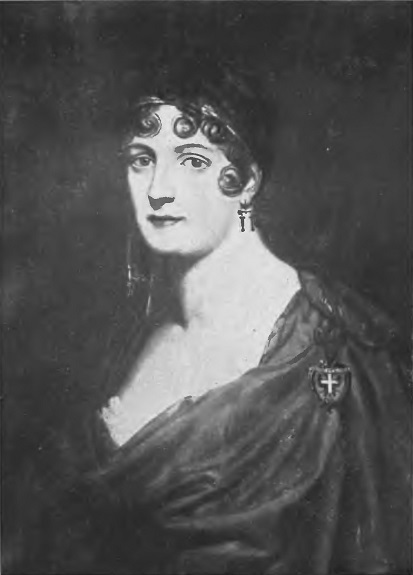
Люсия Франциска Тышкевич

Сын Люсии, Винсент Томаш Тышкевич, научился стрелять из пистолета в раннем возрасте. В шестнадцать лет он случайно стал виновником семейной трагедии и убийцей своей матери. Он случайно застрелил свою мать из пистолета. К этой драме привела сама Люсия, которая обладала веселым и игривым нравом. За их семейным столом в Кольбушове в это время повторялись модные истории о призраках и грабителях. Но Винсент не показывал страха, и его мать решила его напугать. Итак, в лунную ночь 27 мая 1811 года она, покрытая белой простыней, вместе с охраной подошла под окно комнаты уже спящего Винсента. Охранник постучал по ставням и что-то крикнул густым, неестественным голосом. Проснувшись, Винсент открыл ставни, у него в руках был пистолет, привезенный из Вены подарок от матери, и выстрелил в призрака в белом. Выстрел был точным: Люсия вскрикнула и умерла. Эта трагедия была написана в Львовской газете. Этот трагический случай был зафиксирован потомкам по дневникам, их записал ксёндз-пробст в списке умерших в Кольбушове.
Лусия Франциска была похоронена в склепе церкви Кольбушовы. Это подтверждает запись в приходском реестре смертей тех лет. Это также было отмечено памятной доской в этой церкви, расположенной сегодня в часовне князей Тышкевичей на кладбище.

## Дети
У супругов было пять сыновей и две дочери:
- Генрик Ежи Тышкевич (1792—1854)
- Винсент Томаш Тышкевич (1796—1856)
- Ежи Генрик Тадеуш Тышкевич (1797—1862)
- Мориц Тышкевич (1800 — ?)
- Клементина Тышкевич (1800—1831), супруг — Констант Руцкий.
- Аделаида Тышкевич (1803—1854), жена Павла Неймановского
- Ярослав Тышкевич (1806—1859)